# Izak Morović
Izak Morović (Žman na Dugom otoku, 30. svibnja 1925. – Varaždin, 1. studenoga 2014.) hrvatski slikar.

## Životopis
U rodnom Žmanu Izak Morović pohađao je osnovnu školu, a gimnaziju je završio u Splitu. Studirao je na Akademiji primijenjene umjetnosti.  1954. godine Zagrebačkog sveučilišta u klasi profesora Ernesta Tomaševića.
Radni vijek proveo je u Gimnaziji Juraj Baraković gdje je predavao likovnu umjetnost i odgojio generacije zadarskih gimnazijalaca.
Morović je izlagao samostalno i na mnogim zajedničkim izložbama. Samostalna izložba postavljena mu je 1978. godine u Zadru u Izložbenom paviljonu Gradska loža na Narodnom trgu.
Sudjelovao je na svim izložbama zadarskih likovnih umjetnika u čast Dana osobođenja Zadra od 1957. do 1977., u Zagrebu s Ivanom Tomljanovićem 1958., u Vinkovcima 1972. godine sa zadarskim likovnim umjetnicima. Izlagao je i u rodnom Žmanu, u prostorijama osnovne škole, 1995. godine kad je žmanska osnovna škola prestala s radom.
Svoja platna Morović najčešće oslikava uljanim bojama, često poseže i za akvarelom. Izradio je mnoštvo ulja s motivima svog rodnog mjesta Žmana, mora, ribarskih brodova, brodica u luci i same uvale Zmašćice. Čitav život neumorno slika smokve, masline i maslinike, seoske pejzaže i prizore iz seoskog života – prizori berbe, rada uljarne, prizori žmanskih dvora i starih bolotura. Naslikao je i mnoge portrete. 
Nekoliko djela otkupio je Narodni muzej Zadar za svoju zbirku suvremene umjetnosti.
Većina Morovićevih djela nalazi se u svijetu, po europskim državama, u Australiji i Americi kamo su ih iseljeni Žmanci ponijeli za sjećanje i podsjetnik na zavičaj.  

## Vanjske poveznice
- http://nmz.hr/zbirke/galerija-umjetnina/zbirka-suvremene-umjetnosti  Arhivirana inačica izvorne stranice od 3. rujna 2014. (Wayback Machine)
- http://arhiv.slobodnadalmacija.hr/20001124/zadar.htm